# Les Batailles du Tiers Âge
Les Batailles du Tiers Âge est une extension du jeu de société La Guerre de l'Anneau sortie en 2006 et éditée par Tilsit. 
Cette extension se compose de deux volets : 
- Le Crépuscule du Tiers Âge est une extension à proprement parler de La Guerre de l'Anneau qui se joue sur le même plateau de jeu et avec le même système de règles.
- Les Batailles de la Guerre de l'Anneau constituent un nouveau système de jeu, qui reste très proche du jeu originel, mais qui permet de simuler des batailles à un niveau plus opérationnel que stratégique (voir Jeux de Guerre). Ce système de jeu est décliné en deux scénarios : La Bataille du Rohan et La Bataille du Gondor, qui se jouent chacune sur un nouveau plateau de jeu fourni avec l'extension.

Il est nécessaire de disposer du jeu La Guerre de l'Anneau pour pouvoir jouer aux Batailles du Tiers Âges.

## Matériel
- un plateau de jeu cartonné imprimé recto verso
- 77 figurines en plastique : Galadriel, Sylvebarbe, le Balrog, une autre version du Roi-Sorcier d'Angmar, Gothmog, 12 Dunlendings, 6 trébuchets, 6 tours de siège, 6 bateaux corsaires, 8 ents, 8 cavaliers du Rohan, 4 fantassins du Rohan, 3 Capitaines du Rohan, 2 Capitaines du Gondor, 8 Uruk-hai, 8 cavaliers Suderons, 12 arbalétriers demi-orcs
- cinq dés
- 110 cartes
- divers pions et marqueurs
- une règle du jeu et aides de jeux

## Le Crépuscule du Tiers Âge
Ce jeu est une extension à La Guerre de l'Anneau. Le système de jeu change peu par rapport au jeu originel, toutefois les personnages Galadriel, le Balrog, Sméagol et une nouvelle version du Roi-Sorcier d'Angmar sont ajoutés au jeu, ainsi que certaines cartes et que les engins de sièges (trébuchets des Peuples Libres et tours de siège de l'Ombre). De plus, les Ents, les Dunlendings et les corsaires d'Umbar, qui ne pouvaient être mis en jeu que par des cartes dans La Guerre de l'Anneau, sont désormais à eux seuls des factions et ont des caractéristiques spéciales.

## Les Batailles de la Guerre de l'Anneau
Ce jeu repose sur un système de règles proches de celui du jeu originel. Il est décliné pour deux scénarios - La Bataille du Rohan et La Bataille du Gondor - simulant deux conflits majeurs de la Guerre de l'Anneau dans l’œuvre de Tolkien. Chaque scénario dispose d'un matériel spécifique (plateau de jeu représentant la région où se déroule chaque conflit, pions, cartes et figurines) et de quelques règles propres, mais les mécanismes de jeu sont communs. 

### Mécanismes du jeu
Le compteur du Destin est le dispositif du jeu qui permet de contrôler l'avancement de la partie. Dans le scénario La Bataille du Rohan, le compteur du Destin symbolise le réveil progressif des Ents jusqu'à la destruction de la forteresse d'Orthanc. Dans le scénario La Bataille du Gondor, il symbolise la progression de Frodon et Sam vers la Montagne du Destin pour détruire l'Anneau Unique. À chaque nouveau tour de jeu, le joueur de l'Ombre choisit entre trois positions de jeu plus ou moins offensives. Une position plus offensive entraine un risque plus grand pour le joueur de l'Ombre que le compteur du Destin avance plus rapidement vers sa perte. Des cartes Événement permettent également de faire avancer, ou reculer, le compteur du Destin.
Au fur et à mesure que le compteur du Destin avance, des Personnages des Peuples Libres (différents selon le scénario joué) sont activés, ce qui permet au joueur des Peuples Libres de les faire entrer en jeu, avec des effets définis par le scénario. 
En termes de stratégie de jeu, on retrouve donc l'asymétrie déjà présente dans le jeu originel : pour le joueur de l'Ombre il s'agit de contrôler sa grande puissance offensive en veillant à ce que le Destin n'avance pas trop vite ; pour le joueur des Peuples Libres, il s'agit de défendre ses places fortes, d'utiliser au mieux les capacités de ses Personnages une fois qu'ils sont activés pour endiguer l'avancée des armées de l'Ombre et d'accélérer autant que faire se peut l'avancée du Destin.  

### Système de combat
Le système de combat est proche du jeu originel, avec des ajustements liés au changement de l'échelle de jeu : 
- La notion de terrain de prédilection est introduite, chaque type d'unité ayant le ou les sien(s) (colline, marais, plaine, etc.). Combattre sur son terrain de prédilection entraine un avantage (tirer une carte Événement).
- La notion de manœuvre est introduite : chaque type d'unité dispose d'un avantage spécifique - sa manœuvre - que le joueur peut choisir d'activer avant la résolution du combat. Si le jet de manœuvre est réussi, les effets de l'avantage spécifique sont alors appliqués.
- Une distinction entre dégâts et pertes est introduite : les dégâts produits par les réussites aux jets de combats et de commandement ne se traduisent pas systématiquement en pertes d'unités. Des pions de dégâts sont ajoutés à l'armée pour matérialiser une désorganisation de l'armée. S'il y a plus de pions de dégâts que d'unités dans l'armée, l'armée subit alors des pertes (retrait d'unités du plateau). Le joueur qui contrôle une armée ayant des pions de dégât peut en retirer en effectuant une action de ralliement.
- La possibilité d'attaques groupées est introduite : deux armées se trouvant sur des territoires adjacents à une armée ennemie peuvent l'attaquer en même temps. Lors de la résolution du combat, l'attaquant décide à chaque round laquelle de ses deux armées réalise l'attaque.
- Une distinction entre retraite et déroute est introduite : pour pouvoir effectuer une retraite en bon ordre, le joueur doit l'anticiper en choisissant pour le round de combat l'option Ralliement. Si une retraite n'a pas été anticipée ainsi, il reste possible de quitter le combat mais c'est alors une déroute, et l'armée en déroute doit alors convertir ses pions de dégâts en pertes d'unités.

Les combats se résolvent ainsi : d'abord, les joueurs regardent quelle armée est en terrain de prédilection, puis commence la bataille. Les joueurs choisissent quelle capacité spéciale d'une unité présente dans leur armée ils utilisent, puis le système est proche du jeu originel : les joueurs lancent des dés selon le nombre d'unités dans leur armée, et effectuent des pertes selon le terrain sur lequel se trouve l'armée adverse. Les pertes sont symbolisées par des pions de dégâts, qui peuvent être retirés par la suite. Lorsqu'ils sont trop nombreux, leur armée subit des pertes. 

### La Bataille du Rohan
Ce scénario se joue sur une des faces du plateau cartonné fourni avec la boîte d'extension et retrace la guerre entre l'Isengard et le Rohan pendant le Troisième Âge de la Terre du Milieu. 
Contrairement au jeu originel, la Compagnie ne fait pas partie du jeu, cependant Aragorn, Legolas, Gimli, Merry, Pippin et Gandalf le Blanc peuvent entrer en jeu soit selon la position du compteur du Destin, qui symbolise le réveil progressif des Ents, jusqu'à la destruction de la forteresse d'Orthanc, soit par des cartes Événement Histoire des Peuples Libres.
But du jeu
Le joueur des Peuples Libres gagne si : 
- le compteur du Destin arrive à la case 18, qui symbolise la destruction d'Orthanc par les Ents,
- à la fin d'un tour, il contrôle Orthanc.

Le joueur de l'Ombre gagne si : 
- il accumule 10 points de Victoire, qu'il peut gagner en conquérant les Localités, Forteresses et Établissements du Rohan.

### La Bataille du Gondor
Ce scénario se joue sur l'autre face du plateau cartonné fourni avec la boîte d'extension. Il retrace la bataille entre Sauron et le Gondor lors de la Guerre de l'Anneau, appelée Bataille des Champs du Pelennor.  
Dans ce scénario le compteur du Destin symbolise la progression de Frodon et Sam vers la Montagne du Destin pour détruire l'Anneau Unique.  
But du jeu
Le joueur des Peuples Libres gagne si : 
- le compteur du Destin arrive à la case 18, qui symbolise la destruction de l'Anneau Unique par Frodon et Samsagace,
- à la fin d'un tour, il contrôle la Croisée des chemins et Minas Morgul,
- Aragorn est en jeu et qu'aucune Localité des Peuples Libres n'est sous le contrôle du joueur de l'Ombre.

Le joueur de l'Ombre gagne si : 
- il conquiert Minas Tirith.